# Samuele Romanin

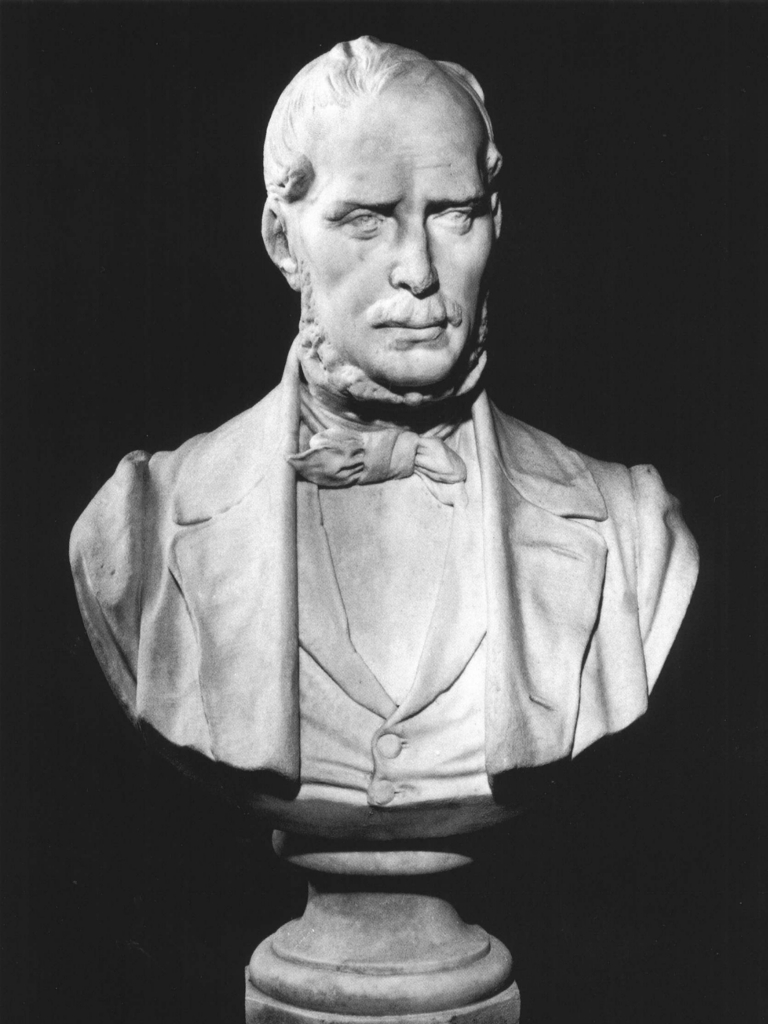
Busto di Samuele Romanin, opera di Augusto Benvenuti del 1896

Samuele Romanin (Trieste, 27 luglio 1808 – Venezia, 9 settembre 1861) è stato uno storico italiano.

## Biografia
Figlio di Leone di Samuel Vita e di Vittoria Bellavita Todeschi, nacque da una modesta famiglia ebraica, per parte di padre originaria della comunità di San Vito al Tagliamento. La sua esistenza fu gravemente segnata dalla prematura morte del padre, alla quale seguì, verso il 1820, il trasferimento a Venezia assieme al fratello Girolamo.
Si formò presso le scuole israelitiche della città, per passare poi al liceo Foscarini. Nel 1827 ottenne la licenza di maestro elementare privato ma, grazie all'ottima conoscenza delle lingue antiche (tra cui l'ebraico) e moderne (francese e tedesco), alternò l'attività di precettore a quelle di interprete giurato nei tribunali e di traduttore di opere letterarie, tra cui la Storia dell'Impero osmano di Joseph von Hammer-Purgstall (edita tra il 1828 e il 1831) e L'arciduca Carlo. Opera biografico-storica di Eduard Duller (1845-1846).
Nel 1830 sposò Vittoria Dalmedico, anch'essa ebrea ma di famiglia benestante, impegnata nell'industria vetraria. Il cognato Angelo Dalmedico lo sostenne negli studi, ma strinse legami anche con i rabbini Abraham Lattes e Samuel David Luzzatto.
Tra il 1842 e il 1844 furono dati alle stampe i tre volumi della sua prima opera storica rilevante, Le storie dei popoli europei a partire dalla caduta dell'Impero Romano. Particolare rilievo fu dato al tema dell'istruzione delle donne, per il quale Romanin fu sempre molto sensibile; strinse peraltro rapporti con Caterina Franceschi Ferrucci, fondatrice dell'Istituto italiano di educazione femminile, e con Eugenia Pavia Gentilomo, poetessa.
Lo studioso viene ricordato soprattutto per la sua imponente Storia documentata di Venezia (1853-1861), opera a cui lavorò per molti anni, tra coloro che l'aiutarono a concretizzare la pubblicazione vi fu anche Carolina di Borbone-Due Sicilie, duchessa di Berry (che a quel tempo risiedeva a Venezia).  

## Opere
- Storia de' popoli europei alla decadenza dell'Impero romano, Venezia, 1842-1844;
- Storia documentata di Venezia, in 10 volumi con documentazione originale tratta dagli archivi della repubblica di Venezia, Pietro Naratovich tipografo editore, Venezia, 1853-1861.